# Truthdig
Truthdig ist eine publizistische Website, die 2005 von Zuade Kaufman und Robert Scheer gegründet wurde.

## Gründung und Ziele
Scheer und Kaufman arbeiteten beide für die regionalen Ausgaben Westside Weekly und Our Times der Los Angeles Times. Nachdem die Times einen Inhaberwechsel durchlaufen hatte und im Jahr 2000 von der Tribune Company übernommen worden war, gab es interne Budgetänderungen. Die regionalen Ausgaben, für die Scheer und Kaufman hauptsächlich arbeiteten, wurden eingestellt. Nachdem Kaufman ihr Studium an der University of Southern California abgeschlossen hatte, gründete sie mit Scheer Truthdig.
Ein vorrangiges Ziel war es, mit Truthdig eine Plattform ins Leben zu rufen, die frei von jeglichen unternehmerischen Interessen sein sollte. Die Einflussnahme durch Regierungen oder die Werbebranche sollte vollständig ausgeschlossen werden. Nach eigenen Angaben vertritt Truthdig bei der Berichterstattung eine politisch progressive Haltung. Wie eine Vielzahl von Alternativmedien in den Vereinigten Staaten wird Truthdig deshalb dem Spektrum der Free and Independent Media zugeordnet. 
Betrieben wird die Website von der Truthdig, LLC., die ihren Hauptsitz in Santa Monica (Kalifornien) hat. 
Die Aufmachung der Website ähnelt einem Weblog. Ihr Motto lautet drill beneath the headlines (deutsch für: bohren unterhalb der Schlagzeilen).

## Autoren
Zu den zahlreichen Unterstützern und Spendern gehören namhafte Personen wie Daniel Ellsberg, Max Blumenthal, Scott Ritter, Amy Goodman, Greg Palast, Juan Cole, Gore Vidal, John Dean und Sam Harris. Chris Hedges schreibt wöchentlich eine Kolumne.
Im Oktober 2006 publizierte die Website einen 660-seitigen Essay von Kevin Tillman mit dem Titel "After Pat’s Birthday". Tillman ist der Bruder des in Afghanistan getöteten US-Soldaten Pat Tillman. Eine weitreichende Bekanntheit erlangte der Essay durch die Berichterstattung. So berichtete die Nachrichtenagentur Associated Press und die New York Times darüber.
2013 publizierte Truthdig den von Tomas Young verfassten offenen Brief The Last Letter, der an den 46. Vizepräsidenten der Vereinigten Staaten, Dick Cheney, und den 43. Präsidenten der Vereinigten Staaten, George W. Bush, gerichtet war. Young bezeichnete Cheney und Bush in dem offenen Brief wegen ihrer direkten Beteiligung am Irakkrieg als Kriegsverbrecher. Der Brief erlangte weltweite Bekanntheit, weil er von vielen Medien übersetzt und veröffentlicht wurde.

## Auszeichnungen
In den Jahren 2009, 2010 und 2011 erhielt der Truthdig-Cartoonist Dwayne Booth (auch bekannt als “Mr. Fish”) den Sigma Delta Chi Award der Society of Professional Journalists in der Kategorie Editorial Cartooning – Online Independent. 2012 gewann Truthdig zum fünften Mal den Webby Award, diesmal in der Kategorie „beste politische Website“.